# Campeonato Mundial de Remo de 1966
El II Campeonato Mundial de Remo se celebró en Bled (Yugoslavia) en 1966 bajo la organización de la Federación Internacional de Sociedades de Remo (FISA) y la Federación Yugoslava de Remo.
Las competiciones se realizaron en el canal de remo del lago homónimo.

## Medallistas

### Masculino
| Evento                 | Oro | Plata | Bronce |
| ---------------------- | --- | --- | --- |
| Scull individual M1X   | Donald Spero Estados Unidos | Jan Wienese · Países Bajos · | Jochen Meißner RFA |
| Doble scull M2X        | Melchior Bürgin · Martin Studach · Suiza ·                                                                                        | Seymour Cromwell James Storm Estados Unidos | Manfred Haake Jochen Brückhändler RDA |
| Dos sin timonel M2-    | Peter Kremtz Roland Göhler RDA | Dietrich Losert · Dietrich Ebner · Austria · | Viktor Suslin Boris Fiodorov URSS |
| Dos con timonel M2+    | Hadriaan van Nes · Jan van de Graaff · Poul de Haan (t) · Países Bajos ·                                                          | Jacques Morel Georges Morel Gilles Florent (t) Francia                                                                                                | Primo Baran · Renzo Sambo · Enrico Pietropolli (t) · Italia ·                                                                                     |
| Cuatro sin timonel M4- | Frank Forberger Frank Rühle Dieter Grahn Dieter Schubert RDA                                                                      | Zigmas Jukna Antanas Bagdonavicius Vladimir Sterlik Juozas Jagelavičius URSS                                                                          | Maarten Kloosterman · Roelof Luynenburg · Eric Niehe · Rudolf Stokvis · Países Bajos ·                                                            |
| Cuatro con timonel M4+ | Hanno Melzer Horst Bagdonat Helmut Hänsel Karl-Heinz Gzeschuchna Klaus-Dieter Ludwig (t) RDA                                      | Anatoli Tkachuk Vitali Kurdzenko Boris Kuzmin Vladimir Yevsieyev Anatoli Losgin (t) URSS                                                              | Boris Ercegović Predrag Savić Ivo Juginović Frane Kazija Ljubomir Curović (t) Yugoslavia                                                          |
| Ocho con timonel M8+   | Horst Meyer Dirk Schreyer Michael Schwan Ulrich Luhn Peter Hertel Rüdiger Henning Lutz Ulbricht Peter Kuhn Peter Niehusen (t) RFA | Yuri Chodorov Andris Prieditis Alexandr Martyshkin Arkadi Kudinov Elmārs Rubīns Vladímir Rikkanen Viktor Suslin Pavel Ilinski Viktor Mijeyev (t) URSS | Joachim Böhmer Wolfgang Schulz Jörg Lucke Kurt Wunderlich Erich Wunderlich Klaus-Dieter Bähr Peter Hein Heinz-Jürgen Bothe Hartmut Wenzel (t) RDA |

## Medallero
| Núm. | País           | Oro | Plata | Bronce | Total |
| ---- | -------------- | --- | ----- | ------ | ----- |
| 1    | RDA            | 3   | 0     | 2      | 5     |
| 2    | Países Bajos   | 1   | 1     | 1      | 3     |
| 3    | Estados Unidos | 1   | 1     | 0      | 2     |
| 4    | RFA            | 1   | 0     | 1      | 2     |
| 5    | Suiza          | 1   | 0     | 0      | 1     |
| 6    | URSS           | 0   | 3     | 1      | 4     |
| 7    | Austria        | 0   | 1     | 0      | 1     |
| 7    | Francia        | 0   | 1     | 0      | 1     |
| 9    | Italia         | 0   | 0     | 1      | 1     |
| 9    | Yugoslavia     | 0   | 0     | 1      | 1     |
|      | TOTAL          | 7   | 7     | 7      | 21    |